# Боровиця (Коростенський район)
Боро́виця — село в Україні, у Горщиківській сільській територіальній громаді Коростенського району Житомирської області. Кількість населення становить 155 осіб (2001). У 1923—54 роках — адміністративний центр однойменної сільської ради.

## Населення
В кінці 19 століття в селі проживали 404 мешканці, дворів — 63.
У 1906 році в поселенні налічувалося 480 жителів, дворів — 78, станом на 1923 рік — 155 дворів та 804 мешканці.
Відповідно до результатів перепису населення СРСР, кількість населення, станом на 12 січня 1989 року, становила 260 осіб. Станом на 5 грудня 2001 року, відповідно до перепису населення України, кількість мешканців села становила 155 осіб.

## Історія
Згадується в люстрації Овруцького замку 1754 року, як село, що сплачувало 7 грошів до замку та 1 злотий 24 гроші на міліцію.
У другій половині 19 століття належало до православної парафії з центром у Вигові (за 1 версту).
В кінці 19 століття — село Іскоростської волості Овруцького повіту, за 51 версту від Овруча, православна парафія — у Вигові.
У 1906 році — сільце Іскоростської волості (2-го стану) Овруцького повіту Волинської губернії. Відстань до повітового центру, м. Овруч, становила 51 версту, до волосного центру, містечка Іскорость — 11 верст. Найближче поштово-телеграфне відділення розташовувалося в Іскорості.
У 1923 році увійшло до складу новоствореної Боровицької сільської ради, котра, від 7 березня 1923 року, включена до складу новоутвореного Коростенського (у 1924—30 роках — Ушомирський) району Коростенської округи; адміністративний центр ради. Розміщувалося за 12 верст від районного центру, міст. Коростень.
1 червня 1935 року, відповідно до постанови Президії ЦВК УСРР «Про порядок організації органів радянської влади в новоутворених округах», в складі сільської ради, увійшло до Коростенської міської ради Київської області. 28 лютого 1940 року, відповідно до указу Президії Верховної ради Української РСР «Про утворення Коростенського сільського району Житомирської області», село, в складі сільської ради, включене до відновленого Коростенського району Житомирської області. 11 серпня 1954 року, внаслідок виконання указу Президії ВР УРСР «Про укрупнення сільських рад по Житомирській області», Боровицьку сільську раду ліквідовано, с. Боровиця передане до складу Вигівської сільської ради Коростенського району. 5 березня 1959 року, внаслідок об'єднання сільських рад, підпорядковане Могильнянській (згодом — Поліська) сільській раді Коростенського району. 10 березня 1966 року, відповідно до рішення Житомирського облвиконкому № 126 «Про утворення сільських рад та зміни в адміністративному підпорядкуванні деяких населених пунктів області», село включене до складу відновленої Вигівської сільської ради.
22 липня 2016 року село увійшло до складу новоствореної Горщиківської сільської територіальної громади Коростенського району Житомирської області.